# Олешка (річка)
Олешка — річка в Україні, в межах Чуднівського району Житомирської області, ліва притока Тетерева (басейн Дніпра). Довжина 2,1 км. 
Починається на луках на північний захід від села Дідківці. Впадає у Тетерів у межах с. Дідківці